# Christoph Jacob Weber
Christoph Jacob Weber (* 10. November 1767 in Arheilgen; † 30. Januar 1832 ebenda) war ein hessischer Gastwirt und Politiker und Abgeordneter der 2. Kammer der Landstände des Großherzogtums Hessen.
Christoph Jacob Weber war der Sohn des Gastwirts und Schultheiß Johann Thomas Weber (1733–1785) und dessen Ehefrau Christina Elisabetha, geborene Diefenbach. Weber, der evangelischen Glaubens war, war Bierbrauer, Weinhändler und Gastwirt „Zum Löwen“ in Arheilgen. Er heiratete in erster Ehe Anne Margerethe geborene Keller (1774–1815) und am 6. Mai 1816 in Arheilgen in zweiter Ehe Anna Maria geborene Zöller.
Von 1820 bis 1824 gehörte er der Zweiten Kammer der Landstände an. Er wurde für den Wahlbezirk Starkenburg 3/Langen gewählt.